# Lijst van burgemeesters van Berghem
Dit is een lijst van burgemeesters van de voormalige Nederlandse gemeente Berghem tot die per 1 januari 1994 is opgegaan in de gemeente Oss.
| Ambtsperiode | Naam burgemeester                                                                         | Partij of stroming | Bijzonderheden                                              |
| ------------ | ----------------------------------------------------------------------------------------- | ------------------ | ----------------------------------------------------------- |
| 1814 - 1819  | Peter van Galen                                                                           |                    |                                                             |
| 1819 - 1832  | Peter van Iperen                                                                          |                    |                                                             |
| 1832 - 1833  | L. Coolen                                                                                 |                    |                                                             |
| 1834 - 1844  | Simon Petrus Bijvoet (1800-1867)                                                          |                    |                                                             |
| 1844 - 1850  | Ad de Jong                                                                                |                    |                                                             |
| 1850 - 1866  | Willem Daamen                                                                             |                    |                                                             |
| 1866 - 1904  | Willem Rongen                                                                             |                    |                                                             |
| 1904 - 1912  | Joh. Jacobus van Erp                                                                      |                    |                                                             |
| 1912 - 1920  | W.J.H.J.M. Keijzer                                                                        |                    |                                                             |
| 1920 - 1939  | P.A.J.M. Baudoin                                                                          |                    |                                                             |
| 1940 - 1944  | J.A. Linders (vanaf september 1942 was J.L.A. Stevens enige tijd waarnemend burgemeester) |                    |                                                             |
| 1944         | Th.M. Wagemans                                                                            | NSB                |                                                             |
| 1944 - 1946  | J.A. Linders                                                                              |                    |                                                             |
| 1947 - 1967  | J.J.J. van den Akker                                                                      |                    |                                                             |
| 1967 - 1969  | Harrie (H.P.J.) van Weegen                                                                |                    | waarnemend?, tevens burgemeester van Ravenstein (1958-1969) |
| 1969 - 1978  | Mr. Frans (F.) Verheijen                                                                  | KVP                |                                                             |
| 1978 - 1990  | Ben (B.J.) Straatsma                                                                      | PvdA               |                                                             |
| 1990 - 1994  | Mr. Ben (B.L.A.) van Zwieten                                                              | CDA                | waarnemend                                                  |